# Viola pentadactyla
Viola pentadactyla är en violväxtart. Viola pentadactyla ingår i släktet violer, och familjen violväxter.

## Underarter
Arten delas in i följande underarter:
- V. p. hierosolymitana
- V. p. pentadactyla